# Organiste chalybée
Euphonia chalybea
Espèce
Statut de conservation UICN

 NT  : Quasi menacé
L'Organiste chalybée (Euphonia chalybea) est une espèce d'oiseau de la famille des Fringillidae.

## Systématique
Le nom scientifique complet (avec auteur) de ce taxon est Euphonia chalybea (Mikan, 1825).
Ce taxon porte en français le nom vernaculaire ou normalisé suivant : Organiste chalybée.